# 赫拉贝克
赫拉贝克（荷蘭語：Glabbeek，荷蘭語發音：[ˈɣlɑbeːk]）是比利时弗拉芒大区弗拉芒布拉班特省魯汶區的一个市镇，通行荷蘭語，是弗拉芒社群的一部分，面积26.78平方千米，人口5,298人（2018年1月1日）。